# Serra da Bocaina
La serra da Bocaina est une formation montagneuse des États de Rio de Janeiro et São Paulo au sud-est du Brésil. Le point culminant est le Tira Chapéu qui domine le parc à 2 088 m d'altitude. Le deuxième plus haut sommet est le Pico da Bacia à 2 050 m d'altitude.
Le parc national de la Serra da Bocaina protège la grande diversité de sa faune et de sa flore : loup à crinière, panthères, toucans, colibris, reptiles, etc. C'est un point de départ privilégié de la route de l'or (trilha do Ouro) qu'utilisaient les colons portugais pour emmener l'or de Minas Gerais jusqu'au port de Paraty.

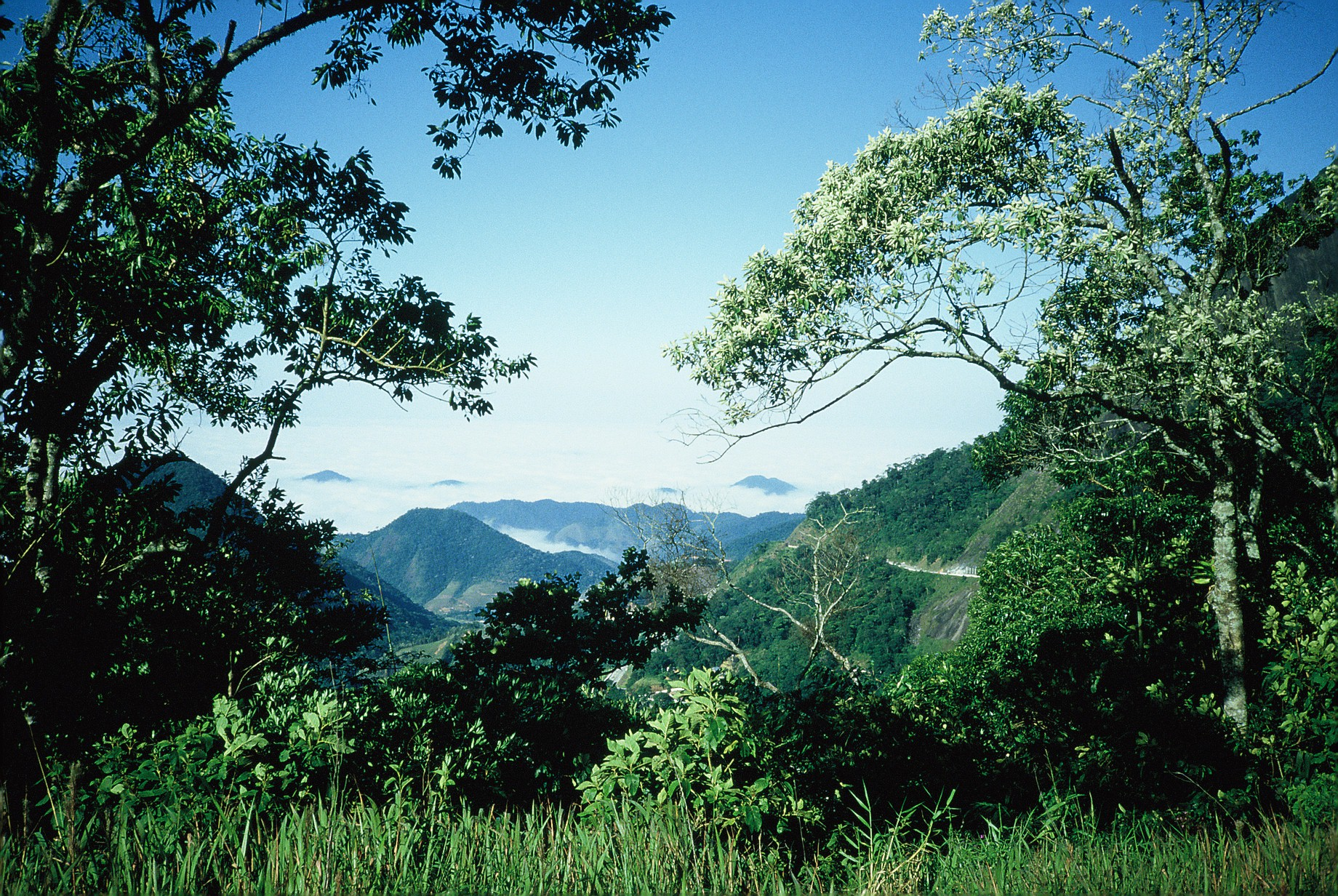
Serra da Bocaina